# Antique Bakery
Antique Bakery (西洋 骨董 洋菓子店, Seiyō Kottō Yōgashiten) est un shōjo manga de Fumi Yoshinaga, prépublié dans le magazine Wings entre 1999 et 2002, et publié par l'éditeur Shinshokan en 4 volumes reliés sortis entre le juin 2000 et le septembre 2002. Le manga reçoit le Prix du manga Kōdansha dans la catégorie « shōjo » en 2002.
Le manga est adapté en drama diffusé sur Fuji TV entre octobre 2001 et décembre 2001, ainsi qu'en série d'animation japonaise de 12 épisodes produite par les studios Nippon Animation et Shirogumi, et diffusée au Japon entre juillet 2008 et septembre 2008 sur Fuji TV, dans la case-horaire noitaminA.

## Personnages
Keisuke (Keiichirō) Tachibana (橘 圭一郎, Tachibana Keiichirō)
voix japonaise : Keiji Fujiwara, Asami Sanada (jeune)
Yusuke Ono (小野 裕介, Ono Yūsuke)
voix japonaise : Shin-ichiro Miki
Eiji Kanda (神田 えいじ, Kanda Eiji)
voix japonaise : Mamoru Miyano
Chikage Kobayakawa (小早川 千影, Kobayakawa Chikage)
voix japonaise : Eiji Hanawa